# Distrito de Chahvarz

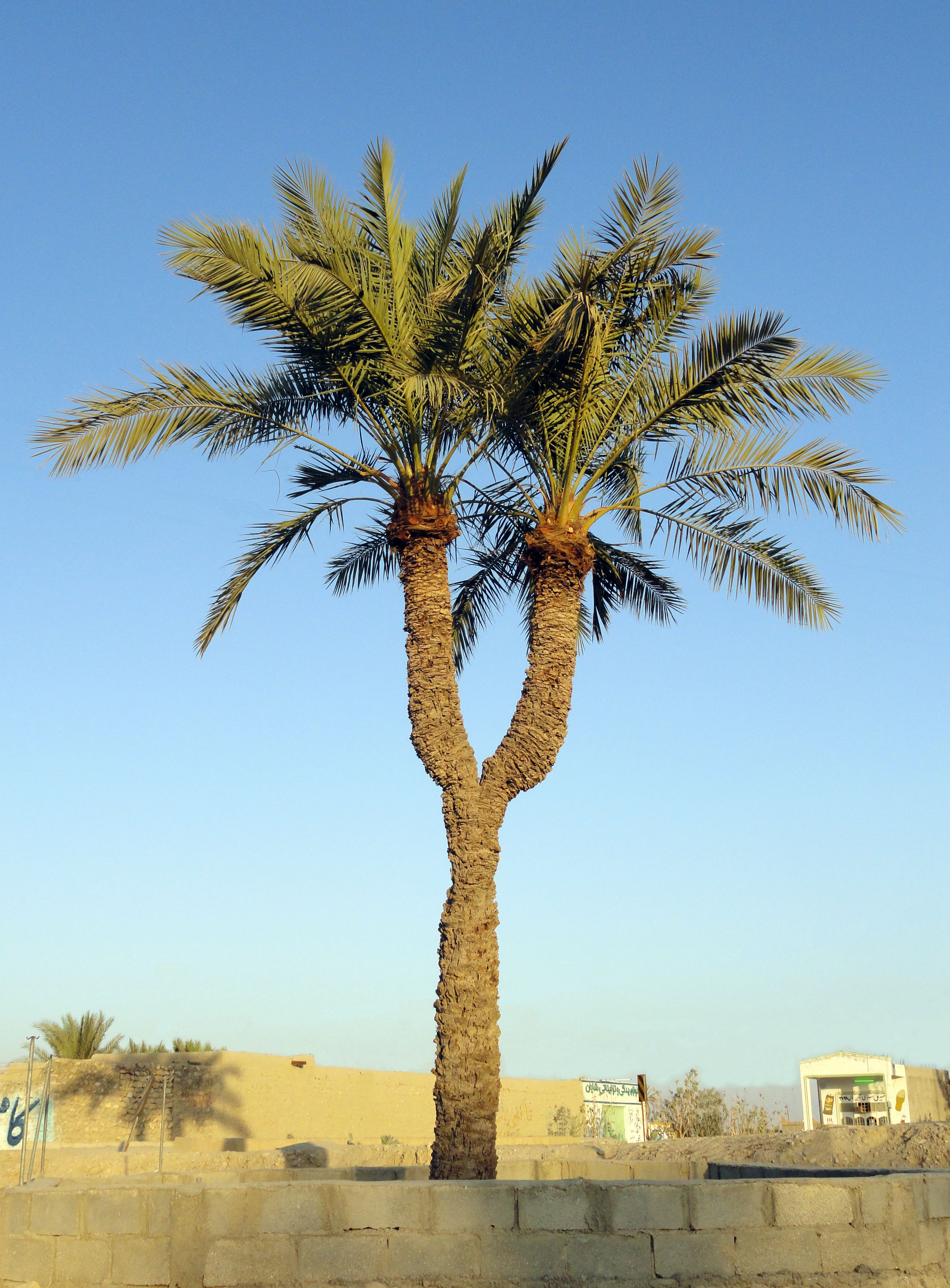
Palma gemela, Chahvarz

Distrito de Chahvarz (en persa, بخش چاهورز) es un distrito (bajsh) de la comarca de lamerd, en la provincia iraní de Fars. En 2006, el censo reflejaba una población de 7.985 distribuida en 2.565 personas, familias. El Distrito tiene una ciudad, Chahvarz.